# Hapcheon-gun
Hapcheon är en landskommun (gun)  i den sydkoreanska provinsen Södra Gyeongsang.  Vid slutet av 2020 hade den 44 582 invånare.
Den är indelad i en köping (eup) och 16 socknar (myeon):
Bongsan-myeon,
Cheongdeok-myeon,
Chogye-myeon,
Daebyeong-myeon,
Daeyang-myeon,
Deokgok-myeon,
Gahoe-myeon,
Gaya-myeon,
Hapcheon-eup (centralort),
Jeokjung-myeon,
Myosan-myeon,
Samga-myeon,
Ssangbaek-myeon,
Ssangchaek-myeon,
Yaro-myeon,
Yongju-myeon och
Yulgok-myeon.